# Alfa Romeo Tonale Concept
L'Alfa Romeo Tonale est un concept car de SUV compact fabriqué par le constructeur automobile italien Alfa Romeo, présenté en mars 2019 et préfigurant la version Tonale de série produite à partir de 2022.

## Présentation

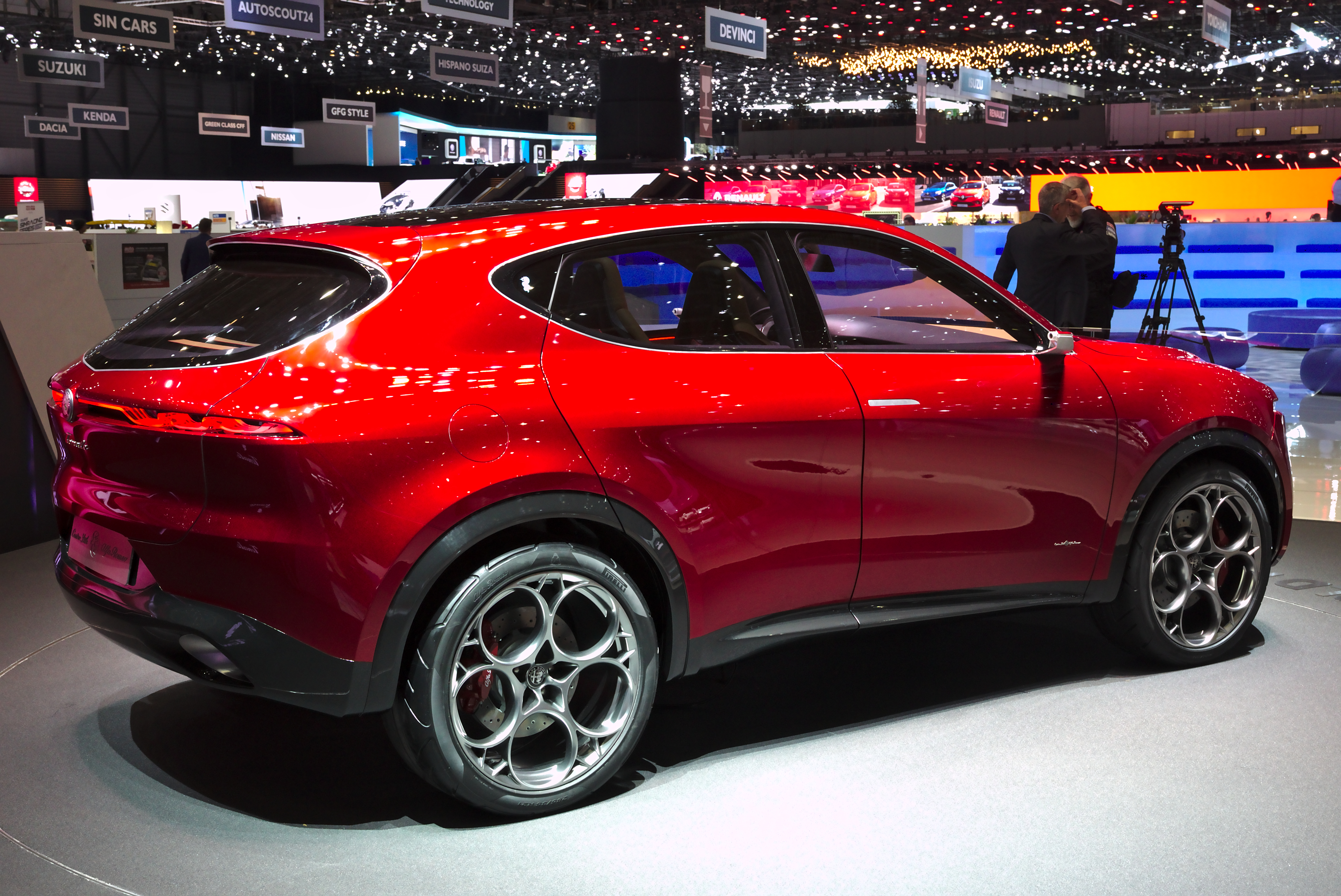
Alfa Romeo Tonale Concept

L'Alfa Romeo Tonale concept est présenté au salon de Genève 2019.
Fidèle à la référence aux grands cols italiens que le constructeur avait inauguré avec le Stelvio, le plus haut col routier des Alpes italiennes, il reprend le nom du Passo del Tonale situé entre la Région du Trentin-Haut-Adige et la Lombardie.

## Caractéristiques techniques
L'Alfa Romeo Tonale Concept repose sur la plateforme technique FCA Small B-Wide du Jeep Compass II.
À l'intérieur, le concept dispose de deux écrans, un pour l'instrumentation de 12,3 pouces et un second écran central tactile de 10,25 pouces.

### Design
Le Tonale Concept se présente comme une version définitive, à l'exception des rétroviseurs qui ne seraient pas homologables en l'état. Comme son ainé le Stelvio, il dispose d'une transmission 4x4. Toute la voiture fait un clin d'œil à la tradition de la marque. La face avant reprend les lignes des modèles SZ et Brera, avec des feux triples "sculptés" dans la carrosserie. La partie centrale de la calandre scudetto est celle que l'on retrouve sur les récents Giulia et Stelvio, sans aucune barrette chromée horizontale.
Les feux arrière reprennent le symbole des 3 éléments comme à l'avant, mais intégrés dans un bandeau continu inspiré des modèles et concept-cars du passé comme les GTV, 164 Proteo et 164.
La ligne générale de la voiture est très sobre et filante, un peu à la manière de la 8C Competizione des années 2000. La carrosserie extérieure est manifestement une Alfa Romeo avec ses éléments caractéristiques : la lunette en V, les poignées d'ouverture des portes arrière intégrées aux montants et l'entourage chromé des vitres elliptique sans interruption, conformément au "family feeling" du Biscione.